# Basjkirsk (sprog)
Basjkirsk er et tyrkisk sprog som tales af ca. 1,2 mill. mennesker i den russiske republik Basjkortostan, mellem Volga og Ural.
Sproget har været skriftsprog siden 1920'erne, og skrives med det kyrilliske alfabet.